# X’-теория
X-штрих-теория (англ. X-bar theory) — предположение генеративного синтаксиса 1970-1980-х годов, налагающее серьёзные ограничения на структуру составляющих — изначально только для лексических вершин, но ко времени книги «Барьеры» была расширена и на функциональные. В минималистском синтаксисе заменена более простой, но также эндоцентричной структурой непосредственных составляющих.

## Основные принципы
- У каждой вершины есть три уровня проекции: нулевой (X0), промежуточный (X', X1; изначальная запись была X, но это оказалось неудобным для набора) и максимальный (XP, X2).
- Максимальная проекция состоит из факультативного спецификатора и промежуточной проекции либо из адъюнкта и максимальной проекции.
- Промежуточная проекция состоит из факультативного комплемента и нулевой проекции (т. е. самой вершины) либо из адъюнкта и промежуточной проекции.
- Нулевая проекция извлекается из ментального словаря (без учёта так называемого передвижения вершин).
- Спецификаторы, адъюнкты и комплементы сами должны быть максимальными проекциями.
- Узлов, не являющихся проекциями какой-либо вершины, в дереве не существует (эндоцентричность).